# 독일국
독일국(독일어: Deutsches Reich 도이체스 라이히[*])은 1871년부터 1943년까지 사용되었던 독일의 정식 국명이다.
962년부터 1806년까지 존재했던 신성 로마 제국(Heiliges Römisches Reich der Deutscher Nation)에서 처음으로 사용되었다. "라이히"(Reich)라는 독일어는 일반명사로는 국가, 나라, 왕국, 제국, 영토(은유적: 세력권), 계(생물학) 등을 뜻한다. 호엔촐레른가(家)의 초대국왕 프리드리히 1세가 1701년 1월 18일에 칼리닌그라드에서 세운 프로이센 왕국의 제7대 국왕 빌헬름 1세와 수상 비스마르크가 보불전쟁의 승전 겸 왕국의 성립 170주년 기념일인 1871년 1월 18일에 프랑스의 베르사유 궁전에서 독일국의 수립과 독일 황제의 명칭을 선포했다.
1918년 11월에 일어난 독일 11월 혁명, 독일 제국의 제1차 세계 대전 패전 그리고 1919년 8월 11일의 바이마르 헌법(Weimarer Verfassung) 공포 이후로도 독일국(Deutsches Reich)은 공식 국명이었다.  독일 제국(Deutsches Kaiserreich)이란  1차대전 항복에 이르러서야 통용되는 사후적인 명칭이다.
1933년 2월 27일 바이마르 공화국을 탈취한 국가사회주의 독일 노동자당(나치당)은 자신들의 정치 체제를 제3라이히(Drittes Reich)로 불렀다. 나치는 제3라이히라는 명칭을 법제화하지는 않았지만 이는 제1라이히(신성 로마 제국)와 제2라이히(독일 제국)을 계승한다라는 선언이었다.
나치당은 1943년 6월 26일부터 대독일국(Großdeutsches Reich)이라는 표현을 사용했다. 1945년 독일이 제2차 세계 대전에서 패배하고 연합군이 독일을 점령하면서 독일국이라는 명칭은 완전히 폐지되었다.

## 국가 원수
| 독일 제국 (1871년 ~ 1918년)       | 독일 제국 (1871년 ~ 1918년) | 독일 제국 (1871년 ~ 1918년)       |
| --------------------------------- | --------------------------- | --------------------------------- |
| 황제                              | 빌헬름 1세                  | 1871년 1월 18일 ~ 1888년 3월 9일  |
| 황제                              | 프리드리히 3세              | 1888년 3월 9일 ~ 1888년 6월 15일  |
| 황제                              | 빌헬름 2세                  | 1888년 6월 15일 ~ 1918년 11월 9일 |
| 바이마르 공화국 (1919년 ~ 1933년) |                             |                                   |
| 국가대통령                        | 프리드리히 에베르트         | 1919년 2월 11일 ~ 1925년 2월 28일 |
| 국가대통령                        | 파울 폰 힌덴부르크          | 1925년 5월 12일 ~ 1934년 8월 2일  |
| 나치 독일 (1933년 ~ 1945년)       |                             |                                   |
| 퓌러                              | 아돌프 히틀러               | 1934년 8월 2일 ~ 1945년 4월 30일  |
| 국가대통령                        | 카를 되니츠                 | 1945년 4월 30일 ~ 1945년 5월 23일 |

## 같이 보기
- 라이히